# Šiva Kešavan
Šiva Kešavan (hindsky शिवा केशवन, * 25. srpna 1981 Manali) je indický sáňkař. V letech 1998 až 2018 reprezentoval svoji zemi na šesti olympiádách v řadě, čtyřikrát byl vlajkonošem indické výpravy. Je čtyřnásobným mistrem Asie z let 2011, 2012, 2016 a 2017 a držitelem kontinentálního rekordu rychlostí 134,3 km/h.

## Životopis
Narodil se v indickém Manali ve státě Himáčalpradéš v Himálaji. Jeho otec je Ind a matka Italka, seznámili se při její dovolené v Indii. Ve městě provozují italskou restauraci.
Vystudoval politologii na Florentské univerzitě, pracuje v rodinné italské restauraci a zastává funkci předsedy Indické sáňkařské federace.
V roce 2002 mu bylo nabídnuto italské občanství, možnost závodit za italský sáňkařský tým i letní zaměstnání u italské policie, nabídku však odmítl.

## Sport
V šesti letech začal lyžovat na místní jediné 300 metrů dlouhé sjezdovce (bez vleku). Později dostal k Vánocům od italských prarodičů sáňky, na kterých také jezdil.
Ve 14 letech chodil na internátní školu, kam přišla pozvánka na tábor pro zimní sportovce. Jako aktivní sportovec, fotbalista a pozemní hokejista, se přihlásil a by vybrán. Očekával, že půjde o lyžařský kurz.
Kurz však vedl bývalý rakouský sáňkař Günther Lemmerer, mistr Evropy z roku 1982, který do Indie přišel v rámci programu Mezinárodní sáňkařské federace na propagaci sáňkařského sportu v rozvojových zemích. Vzhledem k tomu, že v Indii není žádná sáňkařská dráha, trénovali na saních opatřených kolečky. Lemmester v Kešavanovi rozpoznal sáňkařský talent.
O dva měsíce později byl tak pozván na výcvikový tábor do Rakouska již na skutečných sáňkách. Na začátku roku 1997 se do Rakouska vrátil aby trénoval a sledoval sáňkařské mistrovství světa. Při jednom ze závodů byl předjezdcem.
Koncem roku pokračoval v tréninku, úspěšně se zúčastnil několika závodů a splnil kvalifikační kritéria na Zimní olympijské hry v Naganu v roce 1998, kterých se v 16 letech jako jediný indický závodník zúčastnil.
I nadále se sportu věnoval, nemohl si dovolit realizační tým ani trenéra, saně na trénink a závody si obvykle půjčoval od jiných závodníků. Někdy také při závodech přespával v autě nebo na ně cestoval z letiště stopem. Protože v Indii není k dispozici sáňkařská dráha, v Indii se připravoval sjížděním horských silnic na saních opatřených kolečky.
V roce 2002 dostal nabídku závodit za italský sáňkařský tým a získat italské občanství, tuto nabídku však odmítl. Zimních olympijský her v Salt Lake City v roce 2002 se tak zúčastnil opět pod indickou vlajkou a opět jako jediný indický účastník. Jeho letadlo do Montrealu bylo zpožděné, čímž zmeškal autobus do Salt Lake City a do města tak cestoval autostopem. V olympijském závodě skončil 33. z 50 závodníků.
Zúčastnil se i Zimních olympijských her v Turíně v roce 2006, tentokrát již indická výprava čítala 4 závodníky. V olympijském závodě skončil 25. z 36 závodníků, čímž předčil např. i českého sáňkaře Jakuba Hymana, který skončil 27.
Účast na Zimních olympijských hrách 2010 mu umožnili zaměstnanci indického nejvyššího soudu, kteří pro něj vybrali 450 000 rupií na zakoupení nových závodních saní. V olympijském závodě skončil 29. z 39 závodníků.
Na Zimních olympijských hrách 2014 závodil jako nezávislý olympijský účastník, když Indická olympijská asociace byla od roku 2012 suspendována kvůli korupci. V olympijském závodě skončil 37. z 39 závodníků. Během her však byla indická federace přijata zpět, závěrečného ceremoniálu se tak zúčastnil již v indické výpravě.
Od konce roku 2014 si již mohl dovolit spolupracovat s trenérem, začal tedy spolupracovat s americkým sáňkařem Duncanem Kennedym. Již naposledy se zimních olympijských her zúčastnil v roce 2018 v Soči. V olympijském závodě skončil 34. ze 40 závodníků.

## Umístění na olympijských hrách
- 1998: 28. místo
- 2002: 33. místo
- 2006: 25. místo
- 2010: 29. místo
- 2014: 37. místo
- 2018: 34. místo